# Wolfgang Ernst (Politiker)
Wolfgang Ernst (* 1957 in Eppelheim; † 16. August 2025) war ein deutscher Politiker (SPD). Er war von 2000 bis 2016 Oberbürgermeister der kurpfälzischen Großen Kreisstadt Leimen.

## Leben
Wolfgang Ernst wuchs in Eppelheim auf, wo er auch die Grundschule besuchte. Am Bunsen-Gymnasium Heidelberg machte er 1976 sein Abitur. Er absolvierte eine Ausbildung im gehobenen Verwaltungsdienst bei der Stadtverwaltung Mannheim und erhielt an der Fachhochschule Kehl 1980 den Titel Diplom-Verwaltungswirt (FH). Im Anschluss studierte er Rechtswissenschaft. Nach seinem ersten Staatsexamen 1985 hatte er eine Referendariatszeit am Amtsgericht Wiesloch und dann einen Lehrauftrag an der Universität Montpellier.
Auf Tätigkeiten beim Landratsamt Rhein-Neckar-Kreis, dem Regierungspräsidium Karlsruhe und der Rechtsabteilung von Daimler-Benz in Stuttgart folgte sein zweites Staatsexamen im Januar 1990. Er arbeitete von 1990 bis 1992 bei der Südwestdeutschen Landesbank Girozentrale in Mannheim und Stuttgart. Ab 1992 war Wolfgang Ernst Assistent von Generaldirektor Wolfgang Wild bei der Deutschen Agentur für Raumfahrtangelegenheiten (DARA) in Bonn. Dort war er auch Delegierter bei der Europäischen Weltraumorganisation (ESA) in Paris. Von April 1998 bis 2000 arbeitete er für das Referat Zusammenarbeit mit den mittel- und osteuropäischen Ländern eines Ministeriums.

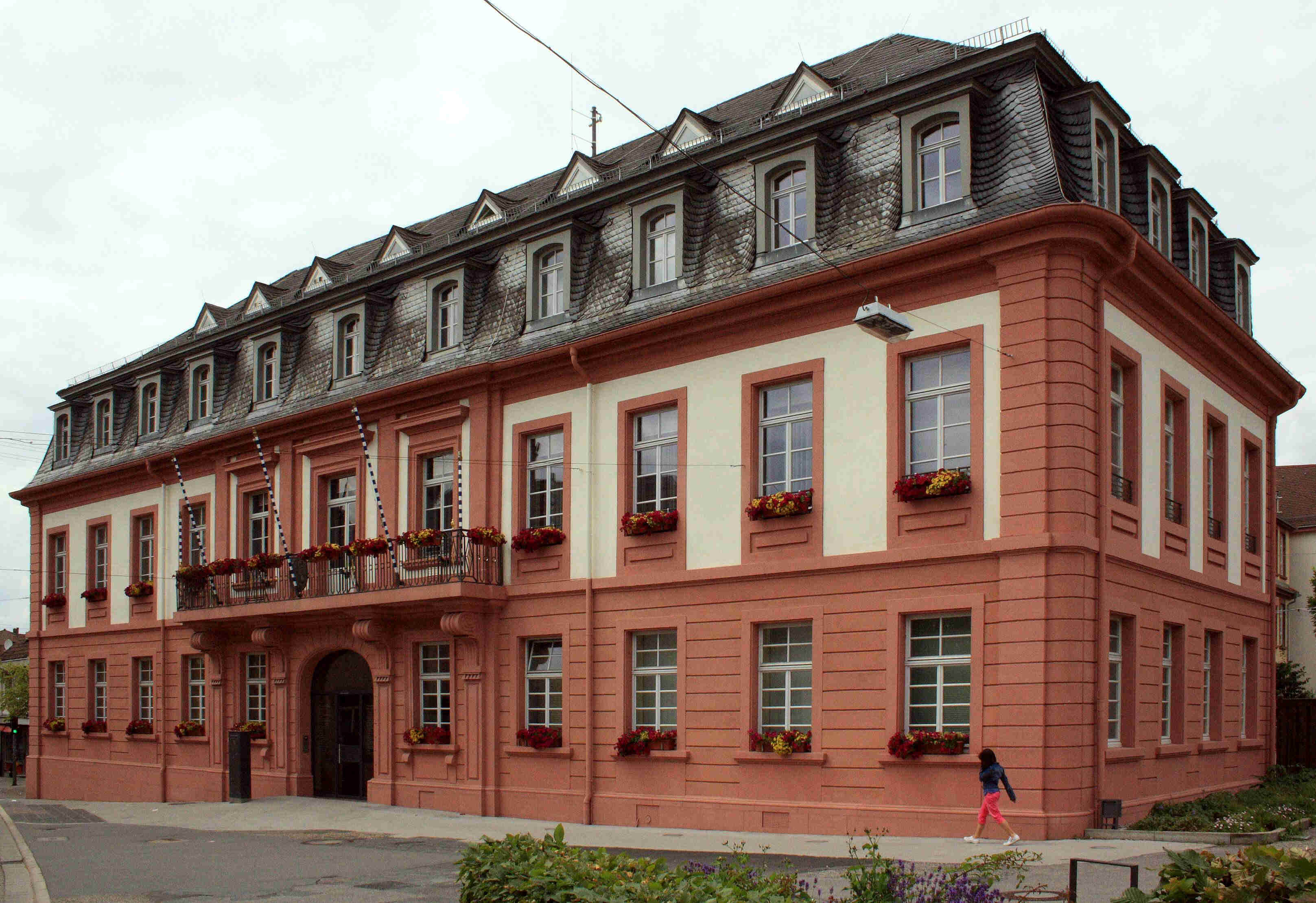
Das alte Leimener Rathaus, 2010

Wolfgang Ernst starb am 16. August 2025 im Alter von 68 Jahren.

## Oberbürgermeisteramt
Das Amt des Oberbürgermeisters von Leimen übernahm Wolfgang Ernst von Herbert Ehrbar (parteilos), der bis 2000 für mehr als drei Jahrzehnte Stadtoberhaupt war. Im ersten Wahlgang am 19. März 2000 lag noch der CDU-Kandidat Bruno Sauerzapf mit 44,52 Prozent der gültigen Stimmen vorne, die Stichwahl gewann Wolfgang Ernst am 9. April 2000 mit 55,73 Prozent der gültigen Stimmen. Bei der Wiederwahl 2008 musste Wolfgang Ernst ebenfalls in die Stichwahl: Am 27. April 2008 wurde er mit 53,97 Prozent der gültigen Stimmen für eine zweite Amtszeit gewählt. Bei der darauffolgenden Wahl im März 2016 kandidierte Ernst nicht wieder. Zu seinem Nachfolger gewählt wurde Hans Reinwald von der CDU, der vorher Bürgermeister von Graben-Neudorf gewesen war. Reinwald trat sein Amt am 11. Juni 2016 an.
In seine Amtszeit als Oberbürgermeister von Leimen fallen unter anderem der Bezug des neuen Rathauses, das im November 2016 fertiggestellt worden war, die Sanierung der alten Fabrik im Stadtteil St. Ilgen, der Bau der Schloßberghalle in Gauangelloch und der Ausbau der Bürgermeister-Lingg-Straße (L 600) zur Innenstadtumgehung.